# Menkal
Menkal (en árabe: منكال‎, en francés: Mankal) es una localidad marroquí perteneciente al municipio de Sahtryine, en la región de Tánger-Tetuán-Alhucemas. Desde 1912 hasta 1956 perteneció a la zona norte del Protectorado español de Marruecos.